# Friede von Lunéville

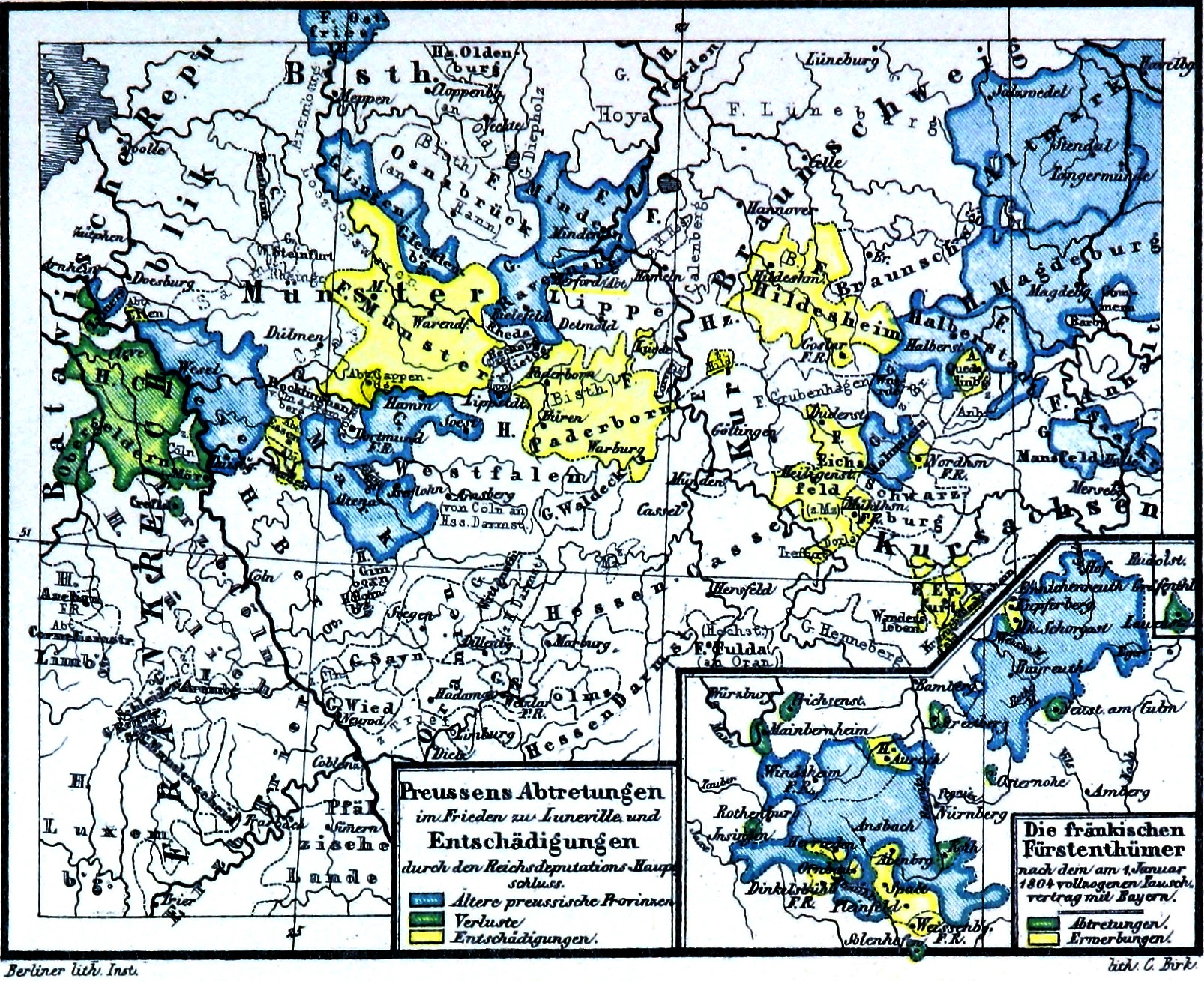
Preußens Abtretungen im Frieden zu Lunéville und Entschädigungen durch den Reichsdeputationshauptschluss

Als Friede von Lunéville wird der am 9. Februar 1801 in Lunéville zwischen Frankreich und dem Heiligen Römischen Reich unter dem römisch-deutschen Kaiser Franz II. unterzeichnete Friedensschluss bezeichnet. Der Hintergrund des Vertrages war, dass die französische Revolutionsregierung ab 1793 das Ziel verfolgte, den Rhein als „natürliche Grenze“ zwischen dem Heiligen Römischen Reich und Frankreich durchzusetzen. Bis 1794/1795 gelang es Frankreich, die linksrheinischen Territorien militärisch einzunehmen. Im Frieden von Basel erkannte Preußen am 5. April 1795 den Rhein als östliche Grenze Frankreichs an. Es nahm den Verlust von Reichsgebiet an Frankreich in Kauf, da es vor allem an der Einverleibung polnischer Gebiete interessiert war. In den Geheimartikeln des Friedens von Campo Formio bestätigte 1797 auch Kaiser Franz II. Frankreich das Recht auf die Inbesitznahme der linksrheinischen Gebiete. Die deutschen Staaten sollten dafür im Gegenzug mit rechtsrheinischem Kirchenbesitz entschädigt werden (Säkularisation). Im Frieden von Lunéville wurde die Entschädigungszusage (Artikel 7) erstmals öffentlich bekannt. Dem Vertrag ging ein Waffenstillstand voraus, der am 25. Dezember 1800 in Steyr unterzeichnet worden war. Der Friede von Lunéville beendete den Zweiten Koalitionskrieg gegen Frankreich und bestätigte den Frieden von Campo Formio.

## Bestimmungen

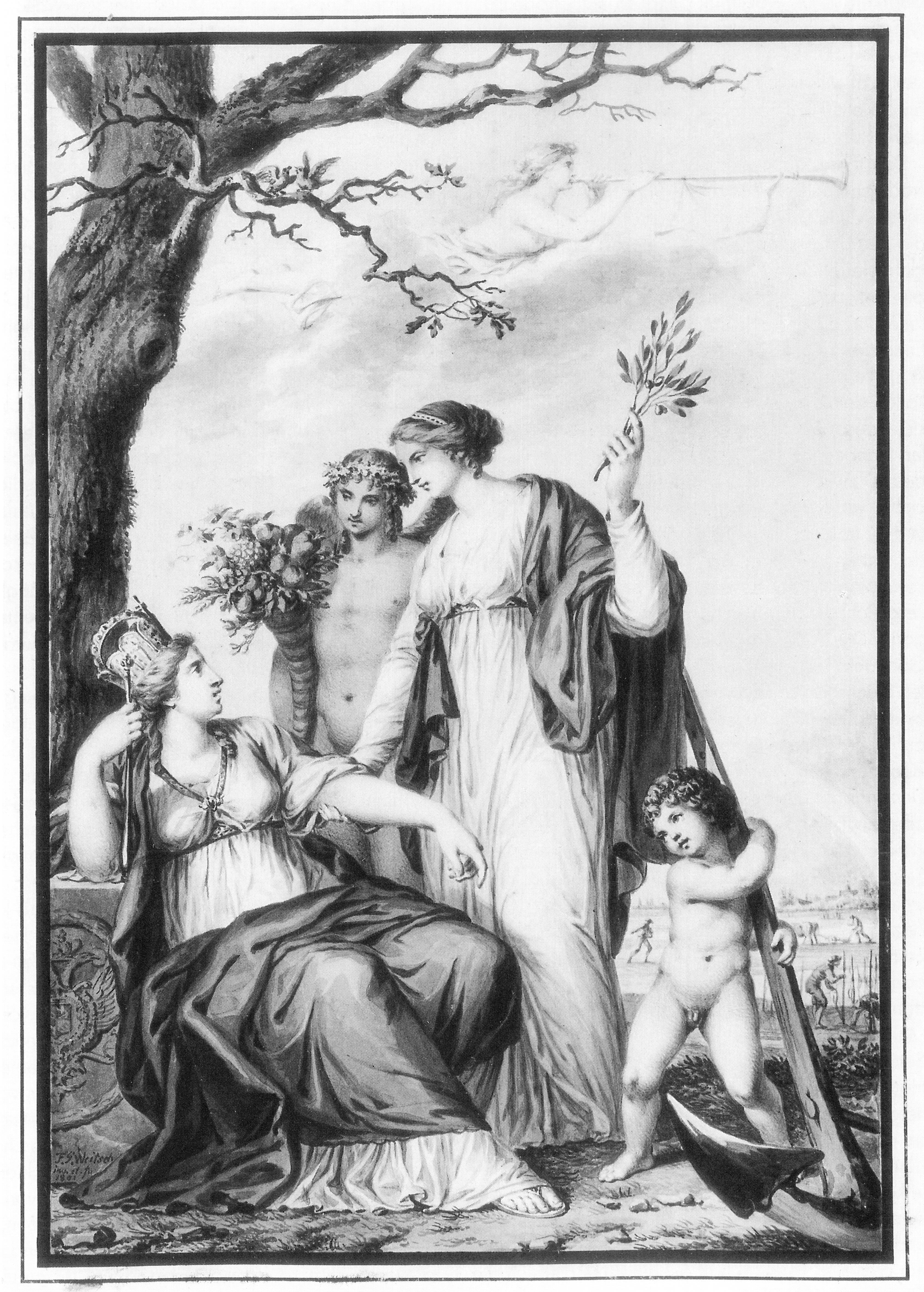
Die Friedensgöttin tröstet Germania – Allegorie auf den Frieden von Lunéville, Friedrich Georg Weitsch, 1801

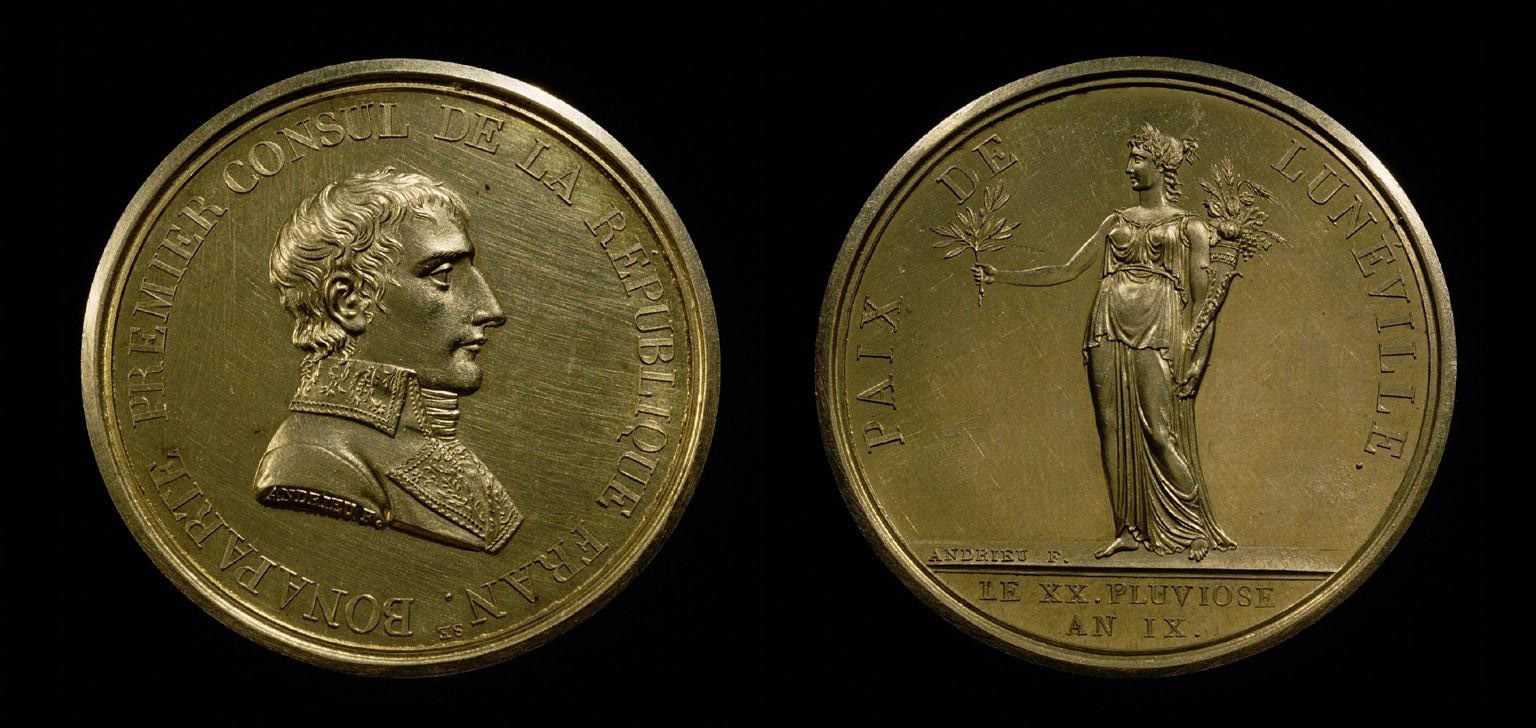
Napoleon Bonaparte und der Frieden von Lunéville auf einer französischen Medaille von 1801

Der Frieden von Lunéville regelte die rechtliche Eingliederung der 1794 besetzten linksrheinischen Gebiete in das französische Staatsgebiet. 63.000 km2 Land und 3,5 Millionen Menschen fielen damit an Frankreich. Den Fürstentümern des Heiligen Römischen Reiches wurde eine Entschädigung durch die Säkularisation geistlicher und zum Teil auch Mediatisierung kleinerer weltlicher Territorien zugesagt. Auf diese Weise sollten die vergrößerten deutschen Mittelstaaten und die Großmacht Preußen auf die französische Seite gezogen werden. Die rechtsrheinische Verteilung der Territorien wurde 1803 durch den Reichsdeputationshauptschluss umgesetzt. Während Venedig, Istrien und die dalmatinische Küste österreichisch blieben, musste Kaiser Franz II. die französischen Tochterrepubliken, die Batavische (Niederlande), die Cisalpinische (Mailand), die Helvetische (Schweiz) und die Ligurische Republik (Genua) im Gegenzug anerkennen. Das zuvor habsburgisch regierte Großherzogtum Toskana wurde dem Königreich Etrurien, einem weiteren französischen Vasallenstaat, einverleibt. Der Großherzog Ferdinand III. erhielt zum Ausgleich das Erzstift Salzburg und die Fürstpropstei Berchtesgaden. Mit dem Frieden von Lunéville übernahm Frankreich die Rolle Österreichs als stärkste kontinentaleuropäische Macht.

## Folgen
Durch den Frieden von Lunéville erhielten französische Gesetze, die in den annektierten Gebieten förmlich publiziert wurden, staatsrechtliche Anerkennung. Sie gelten oder galten subsidiär in linksrheinischen Gebieten der deutschen Länder teilweise noch bis heute oder in jüngste Zeit, etwa das hauptberufliche sogenannte linksrheinische Notariat, das Friedhofswesen oder bestimmte Staatsleistungen an die Kirchen. Der fortschrittliche, für die Wirtschaftsentwicklung des Rheinlands wichtige Code civil galt in diesen Gebieten auch in preußischer und für Rheinhessen in großherzoglich-hessischer Zeit bis zum Jahr 1900 fort; dann wurde er durch die Ausführungsgesetze zum Bürgerlichen Gesetzbuch abgelöst.
Durch den Frieden von Lunéville wurden insbesondere am Rhein Städte geteilt. So war es zum Beispiel in Laufenburg: Das rechtsrheinische Ufer kam zur Markgrafschaft Baden und auf dem linksrheinischen Ufer wurde Laufenburg ein Teil der Helvetischen Republik. Beim badischen und dem schweizerischen Rheinfelden  war es ebenso (das badische Rheinfelden entstand als eigenes politisches Gebilde erst Anfang des 20. Jhd.). Basel wurde nicht geteilt, das rechtsrheinische "Kleinbasel" gehört ebenso zur Schweiz wie das linksrheinische "Grossbasel".

## Dichtung
Friedrich Hölderlin nahm den Friedensschluss von Lunéville zum Anlass, das Gedicht Friedensfeier zu verfassen. Der vollständige handschriftliche Text der Hymne wurde erst 1954 in London entdeckt.